# Riparia cincta
El avión cinchado (Riparia cincta) es una especie de ave paseriforme de la familia Hirundinidae que habita en el continente africano.

## Descripción
Mide unos 16 cm de largo, sus partes superiores son de un color marrón terroso, excepto por una franja blanca por sobre los ojos. Sus partes inferiores son blancas, y posee una banda marrón oscura en el pecho, y a veces una delgada línea oscura a través de las narinas. Ambos sexos son similares, pero los juveniles poseen la nada del pecho clara y extremos dorados en las plumas.
Es el mayor de la especie Riparia y se le distingue fácilmente del avión zapador que es más pequeño por su cola cuadrada y el blanco en el dorso de las alas. Es menos gregario que dichas especie, y por lo general se le observa en parejas o pequeñas bandadas.
Hay varias subspecies de distinto tamaño y tonos de plumaje en la parte superior y banda del pecho. La especie nominada R. c. cincla del sur de África es la de plumaje más claro.

## Distribución y hábitat
El avión cinchado mora en entornos abiertos tales como praderas y sabanas, por lo general cerca de cursos u ojos de agua. Se reproduce a lo ancho de África desde Camerún y Zaire hasta Etiopía y hacia el sur hasta Sudáfrica, si bien no se le encuentra en las regiones más secas del oeste de Sudáfrica y sur de Namibia.
La especie sureña nominada de Sudáfrica y Zimbabue, es un ave migratoria, que pasa el invierno en el norte, particularmente en el oeste, donde a veces se desplaza hasta Gambia. R. c. xerica también deja sus territorios de reproducción en Botsuana y el norte de Namibia en el invierno del sur. Otras subespecies realizan desplazamientos locales o altitudinales a menudo dependiendo del patrón de lluvias.

## Ecología

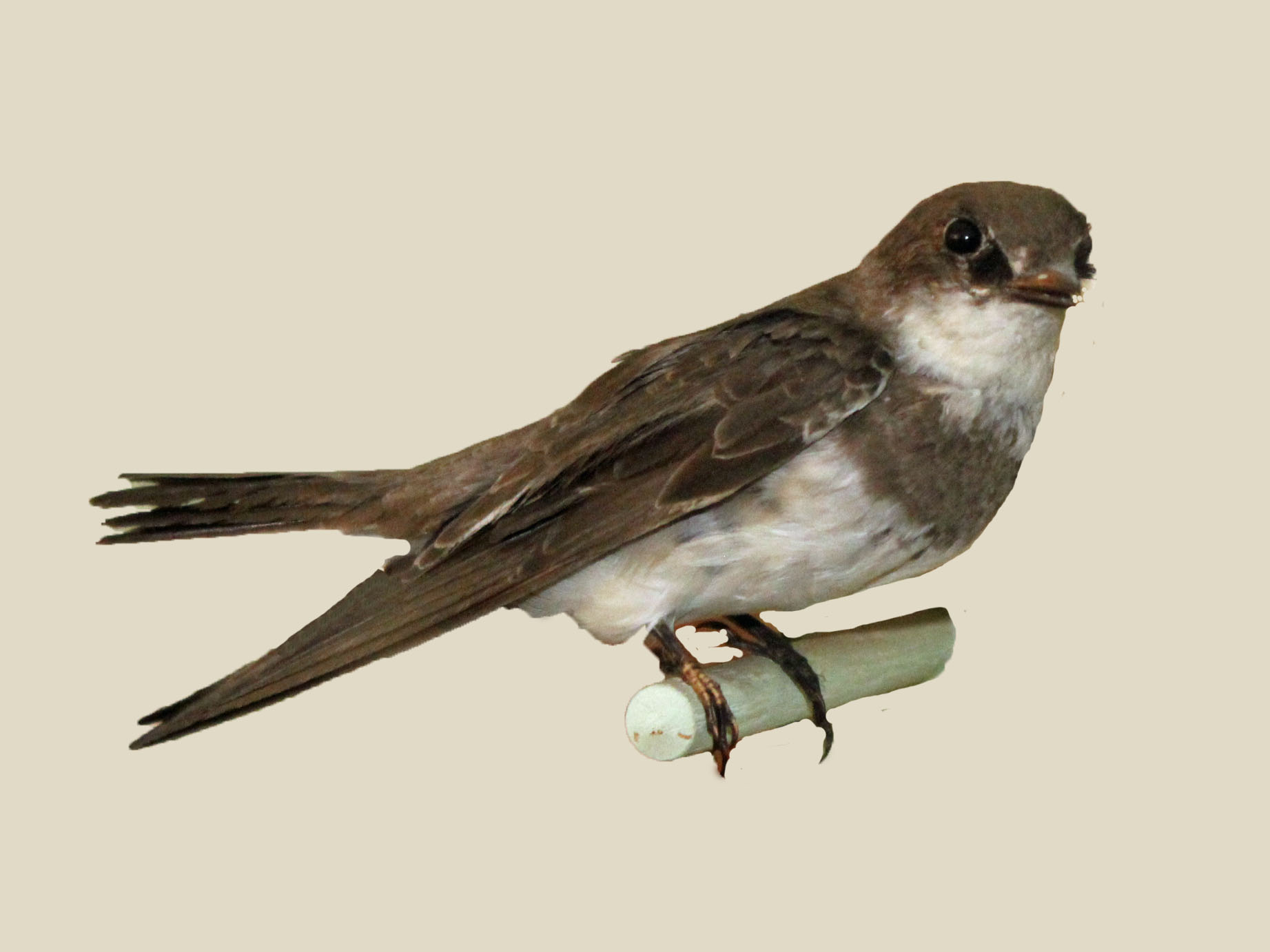
Espécimen en el Museo Nacional de Nairobi.

Esta especie posee un vuelo errático y suele posarse en ramas. Su dieta consiste de insectos, generalmente cazados al vuelo sobre la pradera. La llamada de vuelo es che-che-che, y su canto es una mezcla de sonidos tipo chip choop.
A diferencia de otros miembros de su género el avión cinchado, no forma colonias para anidar. Su nido lo construye al final de un largo túnel de unos 60–90 cm de largo por lo general excavado por las aves en un talud de arena o montículo de tierra. El nido es un revoltijo de paja y plumas en una cámara al final del hueco. La puesta consiste de dos a cinco huevos blancos los cuales son incubados por los dos padres.